# 함양 도솔암 목조관음보살좌상
함양 도솔암 목조관음보살좌상(咸陽 兜率庵 木造觀音菩薩坐像)은 대한민국 경상남도 함양군 마천면, 도솔암에 있는 조선시대의 불상이다. 2010년 10월 7일 경상남도의 유형문화재 제504호로 지정되었다.

## 개요
함양 도솔암 목조관음보살좌상은 1707년(강희 46년)에 수화사 진열(進悅)을 비롯 6인의 화원이 참여, 조성한 작품으로 본 작품은 전체적으로 불신의 안정된 비례, 착의법과 연화좌 위로 굽이치며 흘러내린 법의 자락 등에서 작품의 특징을 엿볼 수 있다.
특히 진열의 작품 가운데 초기에 해당하는 사례로, 진열 작품은 물론 조선후기 경상ㆍ전라지역의 불상조각의 작풍을 파악할 수 있는 좋은 예이다.

## 참고 자료
- 함양 도솔암 목조관음보살좌상 - 국가유산청 국가유산포털